# Clare (Adelsgeschlecht)

Wappen der Familie de Clare.

Die Clares sind ein anglonormannisches Adelsgeschlecht, das von den Herzögen der Normandie aus dem Haus der Rolloniden abstammt und 1314 ausstarb.

## Geschichte
Geoffrey de Brionne, Graf von Eu, † wohl 1015, war ein Sohn Herzogs Richards I., des Urgroßvaters Wilhelm des Eroberers. Geoffreys Sohn war Gilbert de Brionne, † 1040, Graf von Eu und wohl auch Graf von Brionne, der allerdings seinen Besitz nicht an seine Söhne weitergeben konnte. Diese, Richard Fitz Gilbert, 1. Lord of Clare, † 1090, und Baudouin, † 1095, gingen mit Wilhelm dem Eroberer, dem späteren Wilhelm I., im Zuge der Normannischen Eroberung 1066 nach England.
Richard Fitz Gilbert erhielt große Ländereien in Suffolk und errichtete in der Ortschaft Clare, nach der seine Familie benannt wurde, eine Burg, deren Ruine noch heute steht. Sein Urenkel, Richard de Clare, 2. Earl of Pembroke, auch Strongbow genannt, legte mit seinen militärischen Operationen den Grundstein für die Eroberungen Englands in Irland. Weitere berühmte Sprosse dieser Familie waren Richard de Clare, 6. Lord of Clare und dessen Sohn Gilbert de Clare, 7. Lord of Clare und 1. Earl of Gloucester, beide zusammen übernahmen die Führung der Barone, welche König Johann, auch als Johann Ohneland verspottet, zur Unterzeichnung der Magna Carta im Jahre 1215 zwangen.
Der wohl berühmteste Clare war Gilbert de Clare, 9. Lord of Clare, 6. Earl of Gloucester und 6. Earl of Hertford (1243–1295), einer der Anführer der Barone in der frühen Phase des Zweiten Kriegs der Barone gegen König Heinrich III. Er wechselte 1265 die Seiten, indem er, zusammen mit dem Thronfolger Lord Edward dem König in der Schlacht von Evesham zum Sieg verhalf. Doch bereits 1267 kehrte er zur Adelsopposition zurück, mit der er London einnahm, den König zwingend, das Statut von Marlborough zu erlassen, dessen erstes Kapitel formell immer noch gilt und somit das älteste Stück statutarischen Rechts des Vereinigten Königreichs darstellend.
1290 heiratete er Johanna von Akkon, eine Tochter Königs Eduard I.; mit seinem Sohn und Nachfolger, Gilbert de Clare, 10. Lord of Clare (1291–1314), starb die Familie Clare jedoch im männlichen Stamme aus. Piers Gaveston, 1. Earl of Cornwall und Hugh le Despenser d. J., die beiden 1312 bzw. 1326 hingerichteten Günstlinge Eduards II., waren mit zwei Schwestern des letzten Earls verheiratet. Die jüngste Schwester, Elizabeth de Clare (um 1291–1360), ist Gründerin des Clare College an der renommierten University of Cambridge.

## Stammliste

### Bis zum 3. Earl of Hertford
1. Geoffroy de Brionne, † wohl 1015, nach 996 Graf von Eu, ältester Sohn des Herzogs Richard I. ohne Furcht (Sans Peur) der Normandie (Rolloniden)
  1. Gilbert de Brionne, ermordet 1040, kurz vor 1040 Graf von Eu, wohl auch Graf von Brionne
    1. Richard de Bienfaite, * 1035, † 1090, Herr von Bienfaite und Orbec, 1075 Regent von England, Lord of Clare and Tonbridge; ⚭ Rohese Giffard, Tochter von Gautier Giffard, Schwester von Walter Giffard, 1. Earl of Buckingham (Giffard),
      1. Roger, † 1130, 1090 Herr von Bienfaite und Orbec
      2. Gilbert de Clare, † 1117, 1090 Lord of Clare and Tonbridge, 1110 Lord of Cardigan; ⚭ Adelize de Clermont, Tochter von Hugues
        1. Richard, * vor 1100, X 1136, Lord of Clare, Tonbridge and Cardigan; ⚭ Adelize de Gernon, Schwester von Ranulph de Gernon, 2. Earl of Chester
          1. Gilbert, * 1115, † 1152, um 1138 1. Earl of Hertford, Lord of Clare and Tonbridge
          2. Roger, * nach 1115, † 1173, 1153 2. Earl of Hertford, Lord of Clare and Tonbridge; ⚭ Maud de Saint-Hilary, Erbtochter von James, sie heiratete in zweiter Ehe William d’Aubigny, 2. Earl of Arundel († 1193)
            1. Richard, * wohl 1153, † 28. November 1217, 1173 3. Earl of Hertford, Lord of Clare and Tonbridge, 1164 Lord of Long Crendon, 1195 Lord of Saint-Hilary etc.; ⚭ um 1180, geschieden 1200, Amicia, 1217 4. Countess of Gloucester, † Januar 1225, Tochter des William, 3. Earl of Gloucester – Nachkommen siehe unten
            2. John
            3. Mabel; ⚭ William Helion
            4. Aveline, † 1225; ⚭ I William de Montchesney; ⚭ II Geoffrey fitz Peter, 1. Earl of Essex, † 1213

          3. Alice; ⚭ William de Percy (Percy (Adelsgeschlecht))

        2. Gilbert Strongbow, * wohl 1100, † 1148, 1130 Herr von Bienfaite und Orbec, 1138 Lord of Nethewent, wohl 1138 englischer Earl of Pembroke; ⚭ Isabella de Beaumont, Tochter von Robert de Beaumont, Graf von Meulan und 1. Earl of Leicester, ehemalige Geliebte des Königs Heinrich I.
          1. Richard Strongbow, † 1176, um 1153 2. Earl of Pembroke, 1148 Lord of Netherwent, 1171 Lord of Leicester; ⚭ 1171 Eva MacMurrough, Tochter des Dermot MacMurrough, König von Leinster
            1. Gilbert, * wohl 1172, † 1185
            2. Isabel, * 1171/76, † 1220; ⚭ 1189 William Marshal, 1. Earl of Pembroke, Lord of Netherwent and Leinster, Herr von Bienfaite und Orbec, † 1219 (Haus Marshal)

          2. Basilea

        3. Hervey, um 1140 bezeugt
        4. Walter, 1147 bezeugt
        5. Baldwin, Lord of Bourne
        6. Margaret; ⚭ William de Montfitchet, Lord of Stansted Mountfitchet
        7. Alice; ⚭ Aubrey de Vere, Lord of Hedington
        8. Rohese; ⚭ Baderon de Monmouth

      3. Walter, † 1138, Lord of Nether Gwent, gründet 1131 Tintern Abbey
      4. Richard, Mönch in der Abtei Le Bec, 1100 Abt von Ely
      5. Robert Fitz Richard; ⚭ Matilda de Senlis
        1. Walter FitzRobert, † 1198, Lord of Little Dunmow; ⚭ Matilda de Bohun, * wohl 1140/43, † nach 1194 oder nach 1199, Tochter von Humphrey de Bohun tertius (Haus Bohun) und Margaret de Hereford (Haus Pitres) – Nachkommen siehe FitzWalter (Adelsgeschlecht)

      6. Adelize; ⚭ Walter Tirel, Seigneur de Poix
      7. Rohese; ⚭ Eudo Dapifer

    2. Baudouin de Meules (Baldwin Fitz Gilbert), † 1096, Herr von Le Sap und Meulles, Lord of Okehampton
      1. William, † 1096
      2. Robert, † 1101
      3. Richard, † 1137

### Die Earls of Hertford and Gloucester
1. Richard de Clare, * wohl 1153, † 28. November 1217, 1173 3. Earl of Hertford, Lord of Clare and Tonbridge, 1164 Lord of Long Crendon, 1195 Lord of Saint-Hilary etc.; ⚭ um 1180, geschieden 1200, Amicia, 1217 4. Countess of Gloucester, † Januar 1225, Tochter des William, 3. Earl of Gloucester – Vorfahren siehe oben
  1. Gilbert, * wohl 1180, † 25. Dezember 1230, 4. Earl of Hertford and 4. Earl of Gloucester, Lord of Clare, Tonbridge, Saint-Hilary etc.; ⚭ Oktober 1214 Isabel Marshal, * 9. Oktober 1200, † 17. Januar 1240, Tochter von William Marshal, 1. Earl of Pembroke etc. und Isabel de Clare, sie heiratete in zweiter Ehe 30. März 1231 Richard d’Anjou-Plantagenet, 1227 Earl of Cornwall, 1257 Römisch-deutscher König († 2. April 1272) (Haus Plantagenet)
    1. Amicia, * 1220, † 1283; ⚭ I um 1235 Baldwin de Reviers, † 1245; ⚭ II Robert de Guines, wohl Burggraf von Gent, † 1283 (Haus Gent)
    2. Richard, * 4. August 1222, † 15. Juli 1262, 1243 5. Earl of Gloucester, 5. Earl of Hertford, 1246 Lord of Usk and Kilkenny, begraben in Tewkesbury Abbey; ⚭ I heimlich 1232 Meggotta de Burgh, * wohl 1223, † November 1237, Tochter von Hubert de Burgh, 1. Earl of Kent und Margarete von Schottland; ⚭ II 25. Januar 1238 Maud de Lacy, † März 1289, Tochter von John de Lacy, 1. Earl of Lincoln
      1. (II) Isabel, * 1240, † vor 1271; ⚭ 1258 Wilhelm VII. Markgraf von Montferrat, † 1292
      2. (II) Gilbert Goch genannt the Red, * 2. September 1243, † 7. Dezember 1295 in Monmouth, 1263/64 6. Earl of Gloucester, 6. Earl of Hertford etc., begraben in Tewkesbury Abbey; ⚭ I 1254, annulliert Mai 1285, Alice de Lusignan, † Mai 1290, Tochter von Hugo XI. von Lusignan, Graf von La Marche; ⚭ II 30. April oder 2. Mai 1290 Joan of Acre, * 1272, † 23. April 1307, Tochter von Eduard I. König von England (Haus Plantagenet), sie heiratete in zweiter Ehe im Januar 1297 Ralph de Monthermer, 1. Baron Monthermer, Earl of Gloucester and Hertford iure uxoris († 5. April 1323)
        1. (I) Isabella, * 1263, † nach 1322; ⚭ 1316 Maurice de Berkeley, 2. Baron Berkeley, † 1338
        2. (I) Joan, * 1264, † nach 1322; ⚭ I 1284 Duncan, 8. Earl of Fife, (1262–1288); ⚭ II um 1302 Gervase Avenel, † nach 1322
        3. (II) Gilbert, * 1291, † 24. Juni 1314 in der Schlacht von Bannockburn, 1307 7. Earl of Gloucester und 7. Earl of Hertford; ⚭ 30. September 1308 Maud de Burgh, † 1320, wohl 2. Juli, Tochter von Richard Og de Burgh, 2. Earl of Ulster
        4. (II) Eleanor, * wohl 1292, † 1337, 1317 Erbin von Glamorgan, 1320 Erbin von Tewkesbury etc.; ⚭ I 1306 Hugh le Despenser, † hingerichtet 26. November 1326; ⚭ II 1327 William la Zouche, † 1337
        5. (II) Margaret, * wohl 1293, † 1342, 1317 Erbin von Tonbridge; ⚭ I 1307 Piers Gaveston, 1. Earl of Cornwall, † enthauptet 19. Juni 1312; ⚭ II 28. April 1317 Hugh de Audley, 1337 Earl of Gloucester, † 1347
        6. (II) Elizabeth, * wohl 1295, † 1360, 1317 Erbin von Clare, 1320 Erbin von Usk und Caerleon; ⚭ I 30. September 1308 John de Burgh, † 1313; ⚭ II 1316 Theobald de Verdon, † Juli 1316; ⚭ III Mai 1317 Roger Damory, † hingerichtet 1322

      3. (II) Thomas, * 1244/47, † 29. August 1287, 1276 Lord of Thomond (Irland), 1276 Kanzler von Irland; ⚭ 1275 Juliana of Offely, Tochter von Maurice
        1. Gilbert, * 1281, † 1308, 1299 Lord of Thomond; ⚭ Isabella, † 1322
        2. Richard, * nach 1281, X 1318 in Irland; ⚭ Johanna, † 1322
          1. Thomas, * 1318, † 1321, ultimus familiae

        3. Maud, † nach 1327; ⚭ I Robert de Clifford, X 24. Juni 1314; ⚭ II Robert de Welle, † 1320
        4. Margaret, † 1333; ⚭ I 1289 Gilbert de Umfraville, 7. Earl of Angus, † vor 1307; ⚭ II 1312 Bartholomew de Badlesmere, † hingerichtet 1322
        5. Master Richard, Bastard, * wohl 1286, † 1338, geistlich

      4. (II) Bogo, * 21. Juli 1248, † Oktober 1294, Thesaurarius in York, Chancellor of Llandaff
      5. (II) Margret, * 1250, † 1312; ⚭ 6. oder 7. Oktober 1272, geschieden im Februar 1293/94, Edmund, 2. Earl of Cornwall, † 1. Oktober 1300 (Haus Plantagenet)
      6. (II) Rohese, * 1252, † nach 1299; ⚭ 1270 Roger de Mowbray, † 1297 (Haus Mowbray)
      7. (II) Eglantina, * und † 1257

    3. Isabel, * 2. November 1226, † nach 10. Juli 1264; ⚭ Mai 1240 Robert de Brus, Lord of Annandale, 1291 Thronprätendent von Schottland, † vor 3. Mai 1294
    4. William, * 1228, † Juli 1258
    5. Gilbert, * 1229, † nach 1244, geistlich

  2. Richard (Roger), ermordet Mai 1228 in London
  3. Matilda; ⚭ I William de Braose, † 1210 (Haus Braose); ⚭ II 1219 Rhys Gryg, † 1233